# Marokko op de Olympische Zomerspelen 1988
Marokko nam deel aan de Olympische Zomerspelen 1988 in Seoel, Zuid-Korea. Er werden in totaal 3 medailles gewonnen, waarvan 1 gouden en 2 bronzen.

## Deelnemers en resultaten
(m) = mannen, (v) = vrouwen 

### Atletiek
| Olympiër           | Onderdeel              | Resultaat | Prestatie |
| ------------------ | ---------------------- | --------- | --- |
| Saïd Aouita        | 800m (m)               | Brons     | serie 5: 1ste in 1.49,67 kwartfinale 3: 1ste in 1.45,24 halve finale 2: 2de in 1.44,79 finale: 3de in 1.44,06 |
| Faouzi Lahbi       | 800m (m)               | 24e       | serie 1: 1ste in 1.47,82 kwartfinale 2: 7de in 1.47,32                                                        |
| Saïd Aouita        | 1500m (m)              | DNF       | serie 2: 4de in 3.42,18 halve finale 2: niet gestart                                                          |
| Moustafa Lachaal   | 1500m (m)              | 22e       | serie 3: 5de in 3.39,20 halve finale 2: 12de in 3.45,65                                                       |
| Abdel Majid Moncef | 1500m (m)              | DNF       | serie 4: 6de in 3.41,73 halve finale 1: niet gefinisht                                                        |
| Brahim Boutayeb    | 10000m (m)             | Goud      | serie 2: 1ste in 28.17,61 finale: 1ste in 27.21,46                                                            |
| Abdel Aziz Sahèreb | 3000m steeplechase (m) | DSQ       | serie 1: gediskwalificeerd                                                                                    |
|                    |                        |           | |
| Méryem Oumezdi     | 100m (v)               | 46e       | serie 2: 6de in 11,90                                                                                         |
| Fatima Aouam       | 1500m (v)              | 10e       | serie 2: 8ste in 4.06,87 finale: 10de in 4.08,00                                                              |
| Fatima Aouam       | 3000m (v)              | DNF       | serie 2: niet gefinisht                                                                                       |
| El-Hassania Darami | 10000m (v)             | 28e       | serie 2: 13de in 33.01,52                                                                                     |

### Boksen
| Olympiër         | Onderdeel   | Resultaat | Prestatie |
| ---------------- | ----------- | --------- | --- |
| Mahjoub M'jirih  | -48kg (m)   | 5e        | 1ste ronde: vrij 2de ronde: W van MGL Demberel: 3-2 3de ronde: W van ZAM Chisenga: 5-0 kwartfinale: V van PHI Serrantes: scheidsrechterlijke beslissing                                       |
| Aissa Moukrim    | -51kg (m)   | 17e       | 1ste ronde: vrij 2de ronde: V van ALG Abed: 2-3 |
| Mohamed Achik    | -54kg (m)   | 33e       | 1ste ronde: V van SWE Majanya: 1-4 |
| Abdel Hak Achik  | -57kg (m)   | Brons     | 1ste ronde: vrij 2de ronde: W van ESA Avelar: 4-1 3de ronde: W van VEN Catari: knock-out kwartfinale: W van CHN Liu: knock-out halve finale: V van ITA Parisi: scheidsrechterlijke beslissing |
| Kamal Marjouane  | -60kg (m)   | 5e        | 1ste ronde: vrij 2de ronde: W van LBR Gbay: 5-0 3de ronde: W van PUR Arroyo: 5-0 kwartfinale: V van MGL Enkhbat: 0-5                                                                          |
| Khalid Rahilou   | -63,5kg (m) | 17e       | 1ste ronde: W van SAM Avaavau: scheidsrechterlijke beslissing 2de ronde: V van USA Foster: knock-out                                                                                          |
| Abdellah Taouane | -67kg (m)   | 17e       | 1ste ronde: W van VIE Tuấn: 5-0 2de ronde: V van GDR Mehnert: 0-5 |

### Judo
| Olympiër            | Onderdeel | Resultaat | Prestatie                                                                                               |
| ------------------- | --------- | --------- | --- |
| Driss El-Mamoun     | -65kg (m) | 14e       | 1ste ronde: W van LIB Sabali: ippon 2de ronde: W van KUW Safar: yuko 3de ronde: V van NZL Cooper: ippon |
| Abdelhak Maach      | -71kg (m) | 19e       | 1ste ronde: vrij 2de ronde: V van GBR Brown: koka                                                       |
| Ahmed Barbach       | -95kg (m) | 14e       | 1ste ronde: vrij 2de ronde: V van POL Beutler: waza-ari                                                 |
| Abderrahim Lahcinia | +95kg (m) | 19e       | 1ste ronde: V van BRA Flexa: ippon                                                                      |

### Worstelen
| Olympiër           | Onderdeel      | Resultaat      | Prestatie                                                                       |
| Grieks-Romeins     | Grieks-Romeins | Grieks-Romeins | Grieks-Romeins                                                                  |
| ------------------ | -------------- | -------------- | ------------------------------------------------------------------------------- |
| Abderrahman Naanaa | -52kg (m)      | 13e            | groep B: 7de V van KOR Lee V van SWE Stjernberg: 1-3                            |
| Kacem Bouallouche  | -57kg (m)      | 17e            | groep A: 9de V van USA Amado: 0-4 V van BUL Balov: 0-4                          |
| Brahim Loksairi    | -62kg (m)      | 13e            | groep A: 7de W van TUN Lakhal: 3-1 V van POL Tracz: 0-3 V van USA Anderson: 0-3 |
| Saïd Souaken       | -68kg (m)      | 23e            | groep A: 12de W van ESA Manzur: 3-0 V van YUG Sabo: 0-3 V van FIN Sipilä: 0-3   |
| Abdel Aziz Tahir   | -74kg (m)      | 11e            | groep B: 6de V van SWE Tallroth: 0-3 V van HUN Takács: 1-3                      |

Afghanistan · Algerije · Amerikaanse Maagdeneilanden · Amerikaans-Samoa · Andorra · Angola · Antigua en Barbuda · Argentinië · Aruba · Australië · Bahama’s · Bahrein · Bangladesh · Barbados · België · Belize · Benin · Bermuda · Bhutan · Birma · Bolivia · Bondsrepubliek Duitsland · Botswana · Brazilië · Britse Maagdeneilanden · Brunei · Bulgarije · Burkina Faso · Canada · Centraal-Afrikaanse Republiek · Chili · China · Chinees Taipei · Colombia · Congo-Brazzaville · Cookeilanden · Costa Rica · Cyprus · Denemarken · Djibouti · Dominicaanse Republiek · Duitse Democratische Republiek · Ecuador · Egypte · El Salvador · Equatoriaal-Guinea · Fiji · Filipijnen · Finland · Frankrijk · Gabon · Gambia · Ghana · Grenada · Griekenland · Groot-Brittannië · Guam · Guatemala · Guinee · Guyana · Haïti · Honduras · Hongarije · Hongkong · Ierland · IJsland · India · Indonesië · Irak · Iran · Israël · Italië · Ivoorkust · Jamaica · Japan · Joegoslavië · Jordanië · Kaaimaneilanden · Kameroen · Kenia · Koeweit · Laos · Lesotho · Libanon · Liberia · Libië · Liechtenstein · Luxemburg · Malawi · Malediven · Maleisië · Mali · Malta · Marokko · Mauritanië · Mauritius · Mexico · Monaco · Mongolië · Mozambique · Nederland · Nederlandse Antillen · Nepal · Nieuw-Zeeland · Niger · Nigeria · Noord-Jemen · Noorwegen · Oeganda · Oman · Oostenrijk · Pakistan · Panama · Papoea-Nieuw-Guinea · Paraguay · Peru · Polen · Portugal · Puerto Rico · Qatar · Roemenië · Rwanda · Saint Vincent en de Grenadines · Salomonseilanden · Samoa · San Marino · Saoedi-Arabië · Senegal · Sierra Leone · Singapore · Soedan · Somalië · Sovjet-Unie · Spanje · Sri Lanka · Suriname · Swaziland · Syrië · Tanzania · Thailand · Togo · Tonga · Trinidad en Tobago · Tsjaad · Tsjecho-Slowakije · Tunesië · Turkije · Uruguay · Vanuatu · Venezuela · Verenigde Arabische Emiraten · Verenigde Staten · Vietnam · Zaïre · Zambia · Zimbabwe · Zuid-Jemen · Zuid-Korea · Zweden · Zwitserland